# Orquestra Simfònica del Gran Teatre del Liceu
L'Orquestra Simfònica del Gran Teatre del Liceu és l'orquestra titular del Gran Teatre del Liceu de Barcelona. Fundada com el teatre, el 1847, és l'orquestra més antiga que encara funciona a tot l'estat espanyol, i de fet, continua l'orquestra que el primer teatre de la Societat del Liceu (el Teatre de Montsió) tenia des de 1838. El primer director titular fou Marià Obiols. Des de llavors ha actuat de forma continuada en totes les temporades del Teatre. Des del setembre del 2012 el director titular és Josep Pons.
A Marià Obiols van seguir, entre d'altres, Eugeni M. Marco i Uwe Mund. El 1999 assumí el càrrec Bertrand de Billy, que inicià les audicions internes i el treball simfònic com a complement de l'activitat operística. Els següents directors musicals, Sebastian Weigle (2004-2008) i Michael Boder (2008-2012), van continuar aquesta tasca de millora de la formació.
Ha treballat amb els solistes més reconeguts del moment i ha fet possible l'estrena a Catalunya d'un gran nombre d'òperes,
algunes de les quals obres cabdals del segle xx, com El cas Makropoulos de Janáček, Lady Macbeth de Mtsensk de Xostakóvitx, Die tote Stadt de Korngold, Boulevard Solitude de Henze, Death in Venice de Britten o Król Roger de Szymanowski. A més de participar en l'estrena absoluta d'obres de compositors catalans contemporanis, com Enric Palomar, Lleonard Balada, Xavier Benguerel, Joan Guinjoan o Agustí Charles.
Els directors musicals de l'orquestra han sigut:
- Josep Pons i Viladomat (2012-)[4]
- Michael Boder (2008-2012)[5]
- Sebastian Weigle (2004-2008)[6]
- Bertrand de Billy (1999-2004)[7]
- Uwe Mund (1987-1994)[8]
- Eugeni M. Marco (1981-1984)[8]
- Ernest Xancó (1959-1961)[9]

Prèviament, l'orquestra no tenia directors en cap, sinó un convidat. En la seva llarga història ha estat dirigida per batutes convidades, com ara:
- Gerd Albrecht
- Frédéric Chaslin
- Albert Coates
- Franz-Paul Decker
- Antal Dorati
- Karl Elmendorff
- Franco Faccio
- Manuel de Falla
- Romano Gandolfi
- Luis Antonio García Navarro
- Lamberto Gardelli
- Armando Gatto
- Alexandre Glazunov
- Cristóbal Halffter
- Josef Keilberth
- Erich Kleiber
- Otto Klemperer
- Hans Knappertsbusch
- Franz Konwitschny
- Clemens Krauss
- János Kulka
- Joan Lamote de Grignon
- Peter Maag
- Joan Manén
- Woldemar Nelsson
- Václav Neumann
- Jaume Pahissa i Jo
- Ottorino Respighi
- David Robertson
- Julius Rudel
- Josep Sabater
- Max von Schillings
- Georges Sebastian
- Pinchas Steinberg
- Richard Strauss
- Igor Stravinski
- Hans Swarowsky
- Arturo Toscanini
- Silvio Varviso
- Antonino Votto
- Bruno Walter

I darrerament:
- Yves Abel
- Rinaldo Alessandrini
- Aleksandr Anissimov
- Maurizio Benini
- Harry Bicket
- Richard Bonynge
- Michael Boder
- Josep Caballé-Domènech
- Daniele Callegari
- Sylvain Cambreling
- Bruno Campanella
- Giuliano Carella
- Paolo Carignani
- Edmon Colomer
- José Collado
- Emil de Cou
- Andrew Davis
- Jacques Delacote
- Ricardo Frizza
- Rafael Frühbeck de Burgos
- David Giménez
- Miguel Ángel Gómez Martínez
- Marco Guidarini
- Friederich Haider
- Michael Hoftetter
- Julia Jones
- Ondrej Lenard
- Jesús López Cobos
- Salvador Mas
- Enrique Mazzola
- Riccardo Muti
- Günther Neuhold
- Miquel Ortega
- Renato Palumbo
- Víctor Pablo Pérez
- Kirill Petrenko
- Josep Pons i Viladomat
- Stefano Ranzani
- Stephan Anton Reck
- Antoni Ros-Marbà
- Nello Santi
- Peter Schneider
- Patrik Summers
- Josep Vicent
- Guerassim Voronkov
- Sebastian Weigle
- Fabio Luisi